# Język koraga
Język koraga – język naturalny należący do rodziny języków drawidyjskich. Używany jest przez Koragów zamieszkujących południowo-zachodnie Indie.
W 2007 r. oszacowano, że ma 1000 użytkowników. Według danych spisu ludności posługuje się nim 14 tys. osób. Ethnologue jako odrębny język rozpatruje odmianę mudu.
Jest silnie zagrożony wymarciem.